# Élections municipales françaises de 1995
Les élections municipales françaises de 1995 se déroulent les 11 et 18 juin, un peu plus d'un mois après l'élection présidentielle qui est remportée par Jacques Chirac.

## Contexte
Ces élections municipales sont particulières, car pour la première fois deux Premiers ministres sont en campagne, Alain Juppé à Bordeaux et Raymond Barre à Lyon, tandis que Valéry Giscard d'Estaing se présente à Clermont-Ferrand.
Les élections se déroulent à peine un mois après l'élection présidentielle, ce qui est semblable à ce qui s'est passé en 1959 (quatre mois après la présidentielle) et celles de 1965 (neuf mois avant la présidentielle).

## Résultats
| Tendances      | Élus    | Élus   |
| Tendances      | Nombre  | %      |
| -------------- | ------- | ------ |
| Extrême gauche | 642     | 0,2 %  |
| PCF            | 14 925  | 2,9 %  |
| PS             | 33 218  | 6,5 %  |
| PRG            | 2 058   | 0,4 %  |
| Écologistes    | 1 779   | 0,4 %  |
| Divers gauche  | 139 240 | 27,4 % |
| Régionalistes  | 424     | 0,1 %  |
| RPR            | 20 774  | 4,1 %  |
| UDF            | 14 354  | 2,8 %  |
| Divers droite  | 277 550 | 54,6 % |
| Extrême droite | 1 363   | 0,3 %  |
| Total          | 508 732 | 100 %  |
| Gauche         | 192 197 | 37,8 % |
| Droite         | 314 041 | 61,7 % |
| Source : Quid  |         |        |

## Changement de majorité

### De la gauche à la droite
- À Marseille, Jean-Claude Gaudin, du Parti républicain, ravit la mairie à la gauche, qui en avait hérité de Gaston Defferre.
- Au Havre, le RPR Antoine Rufenacht remporte la mairie face aux communistes, une municipalité qui, pendant plusieurs décennies, était présentée comme le bastion communiste le plus vaste de France.
- À Avignon, Marie-Josée Roig, du RPR, remporte la mairie, occupée jusque-là par le PS.
- À Albi, le RPR Philippe Bonnecarrère remplace le socialiste Michel Castel qui dirigé cette municipalité depuis 1977.
- À Corbeil-Essonnes, le RPR Serge Dassault remplace la communiste Marie-Anne Lesage.
- À Valence, le RPR Patrick Labaune remplace le socialiste Rodolphe Pesce.
- À Laval, l'UDF François d'Aubert remplace le socialiste Yves Patoux.
- À Arras, l'UDF Jean-Marie Vanlerenberghe remplace le socialiste Léon Fatous.
- À Béziers, l'UDF Raymond Couderc remplace le socialiste Alain Barrau.
- À Tulle, le RPR Raymond-Max Aubert remplace le communiste Jean Combasteil.
- À Pamiers l'UDF André Trigano remplace le socialiste François Bernard Soula.
- À Maubeuge, Jean-Claude Decagny (UDF) récupère son « fauteuil de premier magistrat » qu'il avait dû céder au socialiste Alain Carpentier aux municipales de 1989.
- À Saint-Quentin où le maire sortant communiste Daniel Le Meur est renversé par Pierre André, le candidat RPR, un épisode douloureux que le partisan « du marteau et de la faucille » avait déjà vécu aux municipales de 1983.
- À Châlons-en-Champagne où la droite s'empare d'une commune jusque-là contrôlée par le parti communiste.
- À Bar-le-Duc, Bernard Plancher, membre de la « Confédération giscardienne » renverse le socialiste sortant Jean Bernard qui présidait le conseil municipal propre à cette commune de la Meuse depuis 1971.
- À Bourges, en région Centre, Jean-Claude Sandrier (PCF), maire par intérim depuis 1993, est battu par Serge Lepeltier (RPR).
- À Thionville où la droite met fin à 18 années de règne communiste.
- À Abbeville, le candidat investi par la droite Joël Hart inflige une défaite au socialiste sortant Jacques Becq qui avait ravi la mairie en 1989.
- À Caudry (à proximité de l'agglomération de Cambrai), le maire sortant socialiste Jacques Warin est renversé par le divers droite Guy Bricout.
- À Pontarlier dans le Doubs : le Parti socialiste reprend la mairie gagnée par la droite lors du précédent scrutin municipal de 1989.
- À Sevran, le maire communiste sortant Bernard Vergnaud (en fonction depuis 1977) est mis en minorité par Jacques Oudot (RPR).
- À Soissons, où l'élection d'Emmanuelle Bouquillon, élue à la chambre basse du parlement Français en 1993 sous la bannière UDF, s'empare d'une municipalité qui était sous la commande du Parti socialiste depuis 1977.

### De la droite à la gauche
- À Grenoble, le socialiste Michel Destot occupe la place laissée vacante par Alain Carignon, mis en cause dans une affaire de pots-de-vin.
- À Rouen, une ville qui fut administrée pendant un quart de siècle par Jean Lecanuet (ancien président du Mouvement républicain populaire de 1963 à 1965, qu'il remplaça durant la même année par le Centre Démocrate qui, à son tour, sera absorbé par le Centre des Démocrates sociaux, le CDS, lors du congrès de Rennes des 21 et 23 mai 1976, une sensibilité démocrate-chrétienne qu'il présidera jusqu'en 1982 avant de passer la main à Pierre Méhaignerie; le maire de Rouen occupa également les fonctions de garde des sceaux au tout début du septennat présidentiel de Valéry Giscard d'Estaing. À noter également que le président Giscard confia à Jean Lecanuet le poste de président de l'UDF, l'Union pour la démocratie française, dès sa création en 1978, un titre qu'il conserva jusqu'en juin 1988, avant que Giscard ne prenne le relais) dans laquelle le socialiste Yvon Robert est élu maire avec 50,96 % des suffrages exprimés.
- À Nîmes où le candidat investi par le Parti communiste, Alain Clary, tire profit des divisions qui secouent la majorité municipale sortante portant jusque là les couleurs de l'alliance « UDF-RPR », puisqu'il est élu maire dans le cadre d'une quadrangulaire avec seulement 35 % des suffrages exprimés.
- À Tours, ville connue notamment pour avoir été le « lieu de naissance du Parti communiste français » lors du dix-huitième congrès national de la SFIO en 1920, généralement nommé « congrès de Tours », au cours duquel la scission du « parti créé par Jean Jaurès » en 1905 donna naissance à la SFIC (Section française de l'Internationale communiste qui, plus tard, prit le nom de Parti communiste), dans laquelle Jean Germain, du PS, inflige une défaite au maire sortant RPR Jean Royer qui présidait le conseil municipal depuis 1959.
- À Arles, le socialiste Michel Vauzelle prend la mairie au RPR.
- À Vanves, où le socialiste Guy Janvier met fin à 48 années de domination gaulliste.
- À Digne-les-Bains, le socialiste Jean-Louis Bianco prend la mairie au RPR.
- À Sarcelles, Dominique Strauss-Kahn remporte une municipalité qui autrefois était dirigée par le Parti communiste (de 1965 à 1983).
- À Pontoise où le socialiste Jean-Michel Rollot défait le maire sortant UDF Philippe Hemet.
- À Herblay, le socialiste Jean-Pierre Lechalard remplace Michel Barat (UDF).
- À Gonesse, où le socialiste Jean-Pierre Blazy met fin à près d'un demi-siècle de règne centriste.
- À La Ciotat, le Parti communiste reprend une ville traditionnellement de gauche, conquise par Jean-Pierre Lafond (UDF) en 1989.

### Front national
- Trois membres du Front national sont élus maires, tous en Provence-Alpes-Côte d'Azur : Jean-Marie Le Chevallier à Toulon, Jacques Bompard à Orange et Daniel Simonpieri à Marignane. C'est la première fois que le parti d'extrême droite est seul à la tête d'un exécutif.

## Changement de maire dans la même majorité
- À Paris, Jean Tiberi, successeur désigné de Jacques Chirac, dont il a été l'adjoint à la mairie depuis 1977, est élu, mais la gauche PS-MDC remporte 6 mairies d'arrondissements.
- À Lyon, où Michel Noir, accusé de recel d'abus de biens sociaux, ne se représente pas, c'est l'ancien Premier ministre Raymond Barre qui l'emporte.
- À Bordeaux, Alain Juppé, déjà Premier ministre et président du RPR, succède à Jacques Chaban-Delmas.
- À Nice, la ville reste entre les mains de la droite avec Jacques Peyrat, un transfuge du FN qui bat Jean-Paul Baréty, maire RPR sortant.
- À Grasse, Jean-Pierre Leleux (MPF) bat Hervé de Fontmichel, maire UDF sortant.
- À Cagnes-sur-Mer, Louis Nègre (Divers droite) bat Suzanne Sauvaigo, maire RPR sortante.
- Au Cannet, Michèle Tabarot (UDF) bat Pierre Bachelet, maire RPR sortant.
- À Mandelieu-la-Napoule, Henri Leroy (Divers droite) bat Louise Moreau, maire UDF sortante.
- À Antibes, Jean Leonetti (UDF), succède à Pierre Merli (UDF).

## Continuité
- Chez les socialistes (ou apparentés), Pierre Mauroy se succède à lui-même à Lille, ainsi que Jean-Marc Ayrault à Nantes, Catherine Trautmann à Strasbourg, Georges Frêche à Montpellier, Edmond Hervé à Rennes, Pierre Maille à Brest, Jean-Pierre Sueur à Orléans, Roger Quilliot à Clermont-Ferrand, Robert Schwint à Besançon, Alain Rodet à Limoges, Jacques Santrot à Poitiers, Jean-Marie Bockel à Mulhouse, Robert Jarry au Mans, Jean Monnier à Angers, André Labarrère à Pau, Michel Crépeau à La Rochelle, Jean-Pierre Chevènement à Belfort, Louis Besson à Chambéry, Michel Delebarre à Dunkerque, André Delelis à Lens, Jack Lang à Blois, Laurent Cathala à Créteil, Louis Mermaz à Vienne, Roland Garrigues à Montauban.
- La droite garde quant à elle Toulouse (Dominique Baudis), Metz (Jean-Marie Rausch), Nancy (André Rossinot), Dijon (Robert Poujade), Caen (Jean-Marie Girault), Reims (Jean Falala), Perpignan (Jean-Paul Alduy), Amiens (Gilles de Robien), Valenciennes (Jean-Louis Borloo), Annecy (Bernard Bosson), Bayonne (Jean Grenet), Périgueux (Yves Guéna), Chalon-sur-Saône (Dominique Perben), Auxerre (Jean-Pierre Soisson), Rodez (Marc Censi).
- Le Parti communiste (ou apparentés) conserve entre autres les mairies d'Argenteuil, Aubagne, Aubervilliers, Bobigny, Calais, Dieppe, Évreux, Montluçon, Montreuil, Nanterre, Saint-Denis, Tarbes, Vaulx-en-Velin, Vénissieux.

## Résultats par ville

### Villes de plus de150 000 habitants
| Ville         | Population (1999) | Maire sortant | Maire sortant          | Parti | Maire élu | Maire élu                | Parti |
| ------------- | ----------------- | ------------- | ---------------------- | ----- | --------- | ------------------------ | ----- |
| Paris         | 2 152 423         |               | Jacques Chirac*        | RPR   |           | Jean Tiberi              | RPR   |
| Marseille     | 800 550           |               | Robert Vigouroux*      | DVG   |           | Jean-Claude Gaudin       | UDF   |
| Lyon          | 415 447           |               | Michel Noir*           | RPR   |           | Raymond Barre            | DVD   |
| Toulouse      | 358 688           |               | Dominique Baudis       | UDF   |           | Dominique Baudis         | UDF   |
| Nice          | 342 439           |               | Jean-Paul Baréty*      | RPR   |           | Jacques Peyrat           | RPR   |
| Nantes        | 244 955           |               | Jean-Marc Ayrault      | PS    |           | Jean-Marc Ayrault        | PS    |
| Strasbourg    | 252 338           |               | Catherine Trautmann    | PS    |           | Catherine Trautmann      | PS    |
| Montpellier   | 207 996           |               | Georges Frêche         | PS    |           | Georges Frêche           | PS    |
| Bordeaux      | 210 336           |               | Jacques Chaban-Delmas* | RPR   |           | Alain Juppé              | RPR   |
| Lille         | 198 691           |               | Pierre Mauroy          | PS    |           | Pierre Mauroy            | PS    |
| Rennes        | 197 536           |               | Edmond Hervé           | PS    |           | Edmond Hervé             | PS    |
| Le Havre      | 195 854           |               | Daniel Colliard        | PCF   |           | Antoine Rufenacht        | RPR   |
| Reims         | 180 620           |               | Jean Falala            | RPR   |           | Jean Falala              | RPR   |
| Saint-Étienne | 199 396           |               | Michel Thiollière      | UDF   |           | Michel Thiollière        | UDF   |
| Toulon        | 167 619           |               | François Trucy         | UDF   |           | Jean-Marie Le Chevallier | FN    |
| Grenoble      | 150 758           |               | Alain Carignon*        | RPR   |           | Michel Destot            | PS    |

Bilan des élections sur les 16 communes de plus de 150 000 habitants : 6 maires PS, 6 maires RPR ou apparenté, ainsi que 3 maires UDF, ont été élus. 1 maire du FN est également élu. Par contre, le PCF perd sa dernière commune sans en gagner une nouvelle.

## Résultats dans les grandes villes

### Agen
Maire sortant : Paul Chollet (UDF) 1989-1995
| Tête de liste | Tête de liste        | Liste                               | 1er tour | 2d tour |
| Tête de liste | Tête de liste        | Liste                               | Voix     | Voix    |
| ------------- | -------------------- | ----------------------------------- | -------- | ------- |
|               | Paul Chollet         | Liste de centre droit (UDF-RPR)     | 37,97 %  | 41,40 % |
|               | Alain Dourneau (DVG) | PS/Union de la gauche (PCF-MRG-MDC) | 27,40 %  | 37,27 % |
|               | Orenstein            | Les Verts                           | 9,97 %   | 37,27 % |
|               | Eddy Marsan          | Front national                      | 14,19 %  | 13,04 % |
|               | Pouzelgues           | divers droite                       | 10,45 %  | 8,28 %  |

### Aix-en-Provence
Maire sortant : Jean-François Picheral (PS) 1989-1995
| Tête de liste | Tête de liste          | Liste                                        | 1er tour | 2d tour |
| Tête de liste | Tête de liste          | Liste                                        | Voix     | Voix    |
| ------------- | ---------------------- | -------------------------------------------- | -------- | ------- |
|               | Jean-François Picheral | PS/Gauche plurielle (PCF- Les Verts-MRG-MDC) | 41,32 %  | 48,62 % |
|               |                        | DVG                                          | 5,29 %   | 48,62 % |
|               | Jean-Bernard Raimond   | RPR                                          | 23,41 %  | 39,17 % |
|               | Alain Joissains        | UDF                                          | 17,12 %  | 39,17 % |
|               | Damien Barillier       | FN                                           | 12,82 %  | 12,21 % |

### Albi
- Maire sortant : Michel Castel (PS) 1977-1995

| Tête de liste     | Tête de liste             | Liste          | 1er tour | 1er tour | 2d tour | 2d tour | Sièges |
| Tête de liste     | Tête de liste             | Liste          | Voix     | %        | Voix    | %       | Sièges |
| ----------------- | ------------------------- | -------------- | -------- | -------- | ------- | ------- | ------ |
|                   | Philippe Bonnecarrère élu | RPR (UDF)      | 9 634    | 44,81    | 12 405  | 54,17   | 33     |
|                   | Michel Castel sortant     | PS (PCF, MRG)  | 8 736    | 40,64    | 10 492  | 45,82   | 10     |
|                   | Gérard Onesta             | Les Verts      | 8 736    | 6,25     | 10 492  | 45,82   | 10     |
|                   | André Galabru             | FN             | 1 280    | 5,95     |         |         |        |
|                   | M. Robert                 | diss. PS       | 501      | 2,33     |         |         |        |
|                   |                           |                |          |          |         |         |        |
| Inscrits          | Inscrits                  | Inscrits       | 32 228   | 100,00   | 32 228  | 100,00  | 43     |
| Abstentions       | Abstentions               | Abstentions    | 10 187   | 31,61    | 8 650   | 26,84   |        |
| Votants           | Votants                   | Votants        | 22 041   | 68,39    | 23 578  | 73,16   |        |
| Blancs et nuls    | Blancs et nuls            | Blancs et nuls | 546      | 2,48     | 681     | 2,89    |        |
| Exprimés          | Exprimés                  | Exprimés       | 21 495   | 97,52    | 22 897  | 97,11   |        |
| Source : Le Monde |                           |                |          |          |         |         |        |

### Amiens
Maire sortant : Gilles de Robien (UDF) 1989-1995
| Tête de liste | Tête de liste    | Liste                             | 1er tour |
| Tête de liste | Tête de liste    | Liste                             | Voix     |
| ------------- | ---------------- | --------------------------------- | -------- |
|               | Gilles de Robien | Liste de centre droit (UDF - RPR) | 57,03 %  |
|               | Francis Lecul    | PS-MRG-MDC                        | 13,52 %  |
|               | Gérald Maisse    | PCF                               | 12,83 %  |
|               | Lionel Payet     | FN                                | 10,20 %  |
|               | Bertrand         | Les Verts                         | 2,75 %   |
|               | Delemotte        | Extrême gauche                    | 2,54 %   |
|               | Guedri           | Divers                            | 1,13 %   |

### Angers
Maire sortant : Jean Monnier (PS diss.) 1977-1995
|                          |                          |                          | Premier tour 11 juin 1995 | Premier tour 11 juin 1995 | Second tour 18 juin 1995 | Second tour 18 juin 1995 |
| ------------------------ | ------------------------ | ------------------------ | ------------------------- | ------------------------- | ------------------------ | ------------------------ |
| Inscrits                 | Inscrits                 | Inscrits                 | 83 124                    |                           | 83 124                   |                          |
| Abstentions              | Abstentions              | Abstentions              | 33 769                    | 40,62 %                   | 33 990                   | 40,89 %                  |
| Votants                  | Votants                  | Votants                  | 49 355                    | 59,38 %                   | 49 134                   | 59,11 %                  |
|                          |                          |                          |                           |                           |                          |                          |
| Bulletins enregistrés    | Bulletins enregistrés    | Bulletins enregistrés    | 49 355                    |                           | 49 134                   |                          |
| Bulletins blancs ou nuls | Bulletins blancs ou nuls | Bulletins blancs ou nuls | 1 049                     | 2,13 %                    | 2 092                    | 4,26 %                   |
| Suffrages exprimés       | Suffrages exprimés       | Suffrages exprimés       | 48 306                    | 97,87 %                   | 47 042                   | 95,74 %                  |
|                          |                          |                          |                           |                           |                          |                          |
|                          | Candidat                 | Parti                    | Suffrages                 | Pourcentage               | Suffrages                | Pourcentage              |
|                          | Jean Monnier             | DVG – PS – CDS           | 22 587                    | 46,76 %                   | 28 625                   | 60,85 %                  |
|                          | Roselyne Bachelot        | RPR – UDF                | 17 190                    | 35,59 %                   | 18 417                   | 39,15 %                  |
|                          | Marc Gicquel             | PCF – Les Verts          | 4 315                     | 8,93 %                    |                          |                          |
|                          | Jean Quelennec           | FN                       | 2 078                     | 4,3 %                     |                          |                          |
|                          | Marie-Louise Dupas       | LO                       | 1 416                     | 2,93 %                    |                          |                          |
|                          | Inconnu                  | LCR                      | 720                       | 1,49 %                    |                          |                          |

### Angoulême
Maire sortant : Georges Chavanes (UDF) 1989-1995
| Tête de liste | Tête de liste       | Liste                                 | 1er tour | 2d tour |
| Tête de liste | Tête de liste       | Liste                                 | Voix     | Voix    |
| ------------- | ------------------- | ------------------------------------- | -------- | ------- |
|               | Georges Chavanes    | Liste de centre droit (UDF/CDS - RPR) | 49,28 %  | 56,56 % |
|               | Jean-Paul Brunet    | PS/Union de la gauche (PCF-MRG)       | 23,52 %  | 43,44 % |
|               | Jean-Claude Carrère | Les Verts                             | 15,07 %  | 43,44 % |
|               | Inconnu             | Front national                        | 7,79 %   |         |
|               | Inconnu             | LO                                    | 4,31 %   |         |

### Annecy
- Maire sortant : Bernard Bosson (CDS-UDF) 1983-1995

|                          |                          |                          | Premier tour 11 juin 1995 | Premier tour 11 juin 1995 | Second tour 18 juin 1995 | Second tour 18 juin 1995 |
| ------------------------ | ------------------------ | ------------------------ | ------------------------- | ------------------------- | ------------------------ | ------------------------ |
| Inscrits                 | Inscrits                 | Inscrits                 | 29 820                    |                           | 27 597                   |                          |
| Abstentions              | Abstentions              | Abstentions              | 14 681                    | 49,23 %                   | 11 546                   | 41,84 %                  |
| Votants                  | Votants                  | Votants                  | 15 139                    | 50,77 %                   | 16 051                   | 58,16 %                  |
|                          |                          |                          |                           |                           |                          |                          |
| Bulletins enregistrés    | Bulletins enregistrés    | Bulletins enregistrés    | 15 139                    |                           | 16 051                   |                          |
| Bulletins blancs ou nuls | Bulletins blancs ou nuls | Bulletins blancs ou nuls | 0                         | 0 %                       | 0                        | 0 %                      |
| Suffrages exprimés       | Suffrages exprimés       | Suffrages exprimés       | 15 139                    | 100 %                     | 16 051                   | 100 %                    |
|                          |                          |                          |                           |                           |                          |                          |
|                          | Candidat                 | Parti                    | Suffrages                 | Pourcentage               | Suffrages                | Pourcentage              |
|                          | bernard Bosson           | CDS – UDF – RPR          | 6 972                     | 46,05 %                   | 8 229                    | 51,27 %                  |
|                          | Jean Excoffier           | PS – MRG                 | 3 984                     | 26,32 %                   | 5 771                    | 35,95 %                  |
|                          | Michel Landrivon         | FN                       | 1 985                     | 13,11 %                   | 2 051                    | 12,78 %                  |
|                          | Inconnu                  | Les Verts                | 1 412                     | 9,33 %                    |                          |                          |
|                          | Inconnu                  | PCF                      | 786                       | 5,19 %                    |                          |                          |

| Groupe          | Conseillers municipaux |
| --------------- | ---------------------- |
| CDS – UDF – RPR | 33                     |
| PS – MRG        | 8                      |
| FN              | 2                      |

### Argenteuil
- Maire sortant : Robert Montdargent (PCF puis Divers de Gauche) 1977-1995

|                          |                          |                               | Premier tour 11 juin 1995 | Premier tour 11 juin 1995 | Second tour 18 juin 1995 | Second tour 18 juin 1995 |
| ------------------------ | ------------------------ | ----------------------------- | ------------------------- | ------------------------- | ------------------------ | ------------------------ |
| Inscrits                 | Inscrits                 | Inscrits                      | 48 007                    |                           | 48 007                   |                          |
| Abstentions              | Abstentions              | Abstentions                   |                           |                           | 18 774                   | 39,11 %                  |
| Votants                  | Votants                  | Votants                       |                           |                           | 29 233                   | 60,89 %                  |
|                          |                          |                               |                           |                           |                          |                          |
| Bulletins enregistrés    | Bulletins enregistrés    | Bulletins enregistrés         |                           |                           | 29 233                   |                          |
| Bulletins blancs ou nuls | Bulletins blancs ou nuls | Bulletins blancs ou nuls      |                           |                           | 519                      | 1,78 %                   |
| Suffrages exprimés       | Suffrages exprimés       | Suffrages exprimés            | 27 991                    |                           | 28 714                   | 98,22 %                  |
|                          |                          |                               |                           |                           |                          |                          |
|                          | Candidat                 | Parti                         | Suffrages                 | Pourcentage               | Suffrages                | Pourcentage              |
|                          | Roger Ouvrard            | PCF – PS – Écologistes        | 9 066                     | 32,39 %                   | 14 408                   | 50,18 %                  |
|                          | Georges Mothron          | RPR – UDF                     | 8 446                     | 30,17 %                   | 10 815                   | 37,66 %                  |
|                          | Robert Montdargent       | PCF dissident – Divers gauche | 4 699                     | 16,79 %                   |                          |                          |
|                          | M. Bishoff               | FN                            | 4 459                     | 15,93 %                   | 3 491                    | 12,16 %                  |
|                          | M. Crunil                | LO                            | 594                       | 2,12 %                    |                          |                          |
|                          | M. Glenisson             | Divers droite                 | 484                       | 1,73 %                    |                          |                          |
|                          | M. Frigara               | PT                            | 243                       | 0,87 %                    |                          |                          |

| Groupe                                 | Conseillers municipaux |
| -------------------------------------- | ---------------------- |
| PCF – PS – Écologistes – Divers gauche | 40                     |
| RPR – UDF                              | 10                     |
| FN                                     | 3                      |

### Arles
Maire sortant : Jean Pierre Camoin (RPR) 1983-1995
| Tête de liste | Tête de liste      | Liste                                | 1er tour | 1er tour | 2d tour | 2d tour |
| Tête de liste | Tête de liste      | Liste                                | Voix     | %        | Voix    | %       |
| ------------- | ------------------ | ------------------------------------ | -------- | -------- | ------- | ------- |
|               | Michel Vauzelle    | Gauche plurielle (PS-PCF- Les Verts) | 10 427   | 48,11 %  |         | %       |
|               | Jean Pierre Camoin | Union de la droite (RPR - UDF)       | 7 812    | 36,05 %  |         | %       |
|               | Erick Souque       | Divers droite                        | 1 452    | 6,70 %   |         |         |
|               | Franck Pras        | DVG                                  | 801      | 3,70 %   |         |         |
|               | Danielle Casanova  | DVG                                  | 777      | 3,59 %   |         |         |
|               | Josselyne Vicomte  | MRG                                  | 402      | 1,86 %   |         |         |

Premier tour : Inscrits : 33823 Votants : 22433 Exprimés : 21671

### Arras
Maire sortant : Léon Fatous (PS) 1975-1995
| Tête de liste | Tête de liste                    | Liste                                 | 1er tour | 2d tour |
| Tête de liste | Tête de liste                    | Liste                                 | Voix     | Voix    |
| ------------- | -------------------------------- | ------------------------------------- | -------- | ------- |
|               | Jean-Marie Vanlerenberghe        | Liste de centre droit (UDF/CDS - RPR) | 49,28 %  | 50,05 % |
|               | Léon Fatous                      | PS/Union de la gauche (PCF-MRG)       | 40,85 %  | 49,83 % |
|               | Cordonnier                       | Les Verts                             | 6,44 %   | 49,83 % |
|               | Pavy                             | Divers droite                         | 12,75 %  | 0,12 %  |
|               | François Porteu de La Morandière | Front national                        | 9,33 %   |         |
|               | Beyls                            | UDF diss.                             | 4,39 %   |         |

### Asnières-sur-Seine
Maire sortant : Jean-Frantz Taittinger (RPR) 1994-1995
| Tête de liste | Tête de liste          | Liste                           | 1er tour | 2d tour |
| Tête de liste | Tête de liste          | Liste                           | Voix     | Voix    |
| ------------- | ---------------------- | ------------------------------- | -------- | ------- |
|               | Jean-Frantz Taittinger | Union de la Droite (RPR-UDF)    | 47,28 %  | 48,31 % |
|               | Riera                  | Union de la gauche (PS-PCF-MRG) | 23,33 %  | 24,62 % |
|               | Hubert Massol          | FN                              | 19,30 %  | 19,56 % |
|               | Ceresole               | Divers droite                   | 10,09 %  | 7,51 %  |

### Aubervilliers
Maire sortant : Jack Ralite (PCF) 1984-1995
| Tête de liste | Tête de liste       | Liste                                        | 1er tour | 1er tour | 2d tour | 2d tour |
| Tête de liste | Tête de liste       | Liste                                        | Voix     | %        | Voix    | %       |
| ------------- | ------------------- | -------------------------------------------- | -------- | -------- | ------- | ------- |
|               | Jack Ralite         | PCF-Gauche plurielle (PS- Les Verts-MRG-MDC) | 4 442    | 31,18 %  | 7 040   | 50,52 % |
|               | Raymond Labois      | Liste de centre droit (UDF/CDS - RPR)        | 3 450    | 24,21 %  | 4 262   | 30,58 % |
|               | Guillaume Fiquet    | FN                                           | 2 780    | 19,51 %  | 2 633   | 18,89 % |
|               | Jean-Jacques Karman | “Gauche Communiste” (PCF dissident)          | 2 705    | 18,99 %  | Retiré  | Retiré  |
|               | Michel Jouannin     | LO                                           | 330      | 2,32 %   |         |         |
|               | Bachir Hadj-Larbi   | “En avant Aubervilliers” DVG                 | 326      | 2,29 %   |         |         |
|               | Véronique Peltier   | Extrême gauche                               | 215      | 1,51 %   |         |         |

- Premier tour : Inscrits : 28355. Votants : 14532 Exprimés : 14248
- Second tour : Inscrits : 28355. Votants : 14261 Exprimés : 13935

### Auch
Maire sortant : Jean Laborde (PS) 1977-1995
| Tête de liste | Tête de liste  | Liste                                   | 1er tour |
| Tête de liste | Tête de liste  | Liste                                   | Voix     |
| ------------- | -------------- | --------------------------------------- | -------- |
|               | Claude Desbons | Gauche plurielle (PS-Les Verts-PCF-MRG) | 51,96 %  |
|               |                | RPR/UDF                                 | 33,65 %  |
|               |                | FN                                      | 6,95 %   |
|               |                | GE                                      | 4,86 %   |
|               |                | RPR dissident                           | 2,56 %   |

### Belfort
Maire sortant : Jean-Pierre Chevènement (PS puis MDC) 1983-1995
| Tête de liste | Tête de liste           | Liste                                       | 1er tour |
| Tête de liste | Tête de liste           | Liste                                       | Voix     |
| ------------- | ----------------------- | ------------------------------------------- | -------- |
|               | Jean-Pierre Chevènement | Gauche plurielle (MDC-PS-Les Verts-PCF-MRG) | 52,75 %  |
|               | Rosselot                | RPR/UDF                                     | 28,88 %  |
|               | Daude                   | Front national                              | 13,13 %  |
|               | Belot                   | Extrême gauche                              | 4,64 %   |
|               | Allimant                | MRG diss.                                   | 3,03 %   |

### Besançon
| Tête de liste | Tête de liste    | Liste          | 1er tour | 2d tour | 2d tour |
| Tête de liste | Tête de liste    | Liste          | Voix     | Voix    | Sièges  |
| ------------- | ---------------- | -------------- | -------- | ------- | ------- |
|               | Robert Schwint   | PS             | 45,26 %  | 55,54 % | 44      |
|               | Michel Jacquemin | UDF/RPR        | 32,66 %  | 34,24 % | 9       |
|               | Robert Sennerich | FN             | 10,36 %  | 10,22 % | 2       |
|               | Gabriel Reboux   | Extrême gauche | 4,19 %   |         |         |
|               | André Nachin     | Les Verts      | 4,14 %   |         |         |
|               | Gilbert Carrez   | PCF            | 3,38 %   |         |         |

### Blois
Maire sortant : Jack Lang (PS) 1989-1995
| Tête de liste | Tête de liste       | Liste            | 1er tour | 2d tour |
| Tête de liste | Tête de liste       | Liste            | Voix     | Voix    |
| ------------- | ------------------- | ---------------- | -------- | ------- |
|               | Jack Lang           | PS–Les Verts-MRG | 49,05 %  | 56,46 % |
|               | Sauvin              | RPR/UDF          | 28,88 %  | 27,91 % |
|               | Miguel de Peyrecave | FN               | 13,97 %  | 15,63 % |
|               | Jean-Louis Le Moing | PCF              | 8,09 %   |         |

### Bobigny
Maire sortant : Georges Valbon (PCF) 1965-1995
| Tête de liste | Tête de liste  | Liste                                       | 1er tour |
| Tête de liste | Tête de liste  | Liste                                       | Voix     |
| ------------- | -------------- | ------------------------------------------- | -------- |
|               | Georges Valbon | Gauche plurielle (PCF-PS-Les Verts-MDC-MRG) | 51,19 %  |
|               | Romero         | RPR-UDF                                     | 28,20 %  |
|               | Camard         | FN                                          | 18,02 %  |
|               | Le Comte       | Extrême gauche                              | 2,59 %   |

### Bordeaux
Maire sortant : Jacques Chaban-Delmas (RPR) 1947-1995
| Inscrits                 | Inscrits                 | Inscrits                         | 116 443   |             |  |  |
| Abstentions              | Abstentions              | Abstentions                      | 45 832    | 39,36 %     |  |  |
| Votants                  | Votants                  | Votants                          | 70 611    | 60,64 %     |  |  |
|                          |                          |                                  |           |             |  |  |
| Bulletins enregistrés    | Bulletins enregistrés    | Bulletins enregistrés            | 70 611    |             |  |  |
| Bulletins blancs ou nuls | Bulletins blancs ou nuls | Bulletins blancs ou nuls         | 1 087     | 1,54 %      |  |  |
| Suffrages exprimés       | Suffrages exprimés       | Suffrages exprimés               | 69 524    | 98,46 %     |  |  |
|                          |                          |                                  |           |             |  |  |
|                          | Candidat                 | Parti                            | Suffrages | Pourcentage |  |  |
|                          | Alain Juppé,             | RPR – UDF                        | 34 964    | 50,29 %     |  |  |
|                          | Gilles Savary            | PS – PCF – PRG – MDC – Les Verts | 13 842    | 19,91 %     |  |  |
|                          | François-Xavier Bordeaux | PS dissident                     | 10 985    | 15,8 %      |  |  |
|                          | Pierre Sirgue            | FN                               | 4 908     | 7,06 %      |  |  |
|                          | Roche                    | Sans étiquette                   | 1 390     | 2 %         |  |  |
|                          | Anouilh                  | DVG                              | 1 238     | 1,78 %      |  |  |
|                          | Denis Lacoste            | LO                               | 1 175     | 1,69 %      |  |  |
|                          | Pierre-Louis Ducorps     | DVD                              | 1 022     | 1,47 %      |  |  |

### Bourges
- Maire sortant : Jean-Claude Sandrier (PCF) 1993-1995

| Tête de liste | Tête de liste        | Liste                                   | 1er tour | 2d tour | 2d tour |
| Tête de liste | Tête de liste        | Liste                                   | Voix     | Voix    | Sièges  |
| ------------- | -------------------- | --------------------------------------- | -------- | ------- | ------- |
|               | Jean-Claude Sandrier | PCF - Gauche plurielle (PS - Les Verts) | 13 327   | 48,64 % | 12      |
|               | Serge Lepeltier      | RPR - UDF                               | 13 409   | 51,35 % | 37      |
|               | Jean D'Ogny          | FN                                      | 1 710    | 5,79 %  |         |
|               | Merceron             | Liste "Mieux vivre" Sans étiquette      | 533      | 1,80 %  |         |
|               | Colette Cordat       | LO                                      | 524      | 1,77 %  |         |

### Brest
| Tête de liste | Tête de liste   | Liste                                               | 1er tour |
| Tête de liste | Tête de liste   | Liste                                               | Voix     |
| ------------- | --------------- | --------------------------------------------------- | -------- |
|               | Pierre Maille   | PS - Gauche plurielle (PCF - Les Verts - MRG - UDB) | 52,56 %  |
|               | Bertrand Cousin | Liste de centre droit (RPR - UDF - MPF)             | 37,07 %  |
|               | Olivier Morize  | Front national                                      | 5,33 %   |
|               | Arnaud Hell     | Extrême gauche (LCR - MDC)                          | 1,18 %   |
|               | Roger Calvez    | PT                                                  | 3,86 %   |

### Cambrai
Maire sortant : François-Xavier Villain (app. RPR) 1992-1995
| Tête de liste | Tête de liste           | Liste                                 | 1er tour | 1er tour |
| Tête de liste | Tête de liste           | Liste                                 | Voix     | %        |
| ------------- | ----------------------- | ------------------------------------- | -------- | -------- |
|               | François-Xavier Villain | RPR-UDF                               | 9 637    | 67,34 %  |
|               | Pierre-Alain Douay      | PS – Union de la gauche (PCF-MRG-MDC) | 3 845    | 26,86 %  |
|               | Pierre Laperrelle       | Les Verts                             | 830      | 5,79 %   |

### Châlons-sur-Marne
Maire sortant : Jean Reyssier (PCF) 1977-1995
| Tête de liste | Tête de liste    | Liste                       | 1er tour | 2d tour |
| Tête de liste | Tête de liste    | Liste                       | Voix     | Voix    |
| ------------- | ---------------- | --------------------------- | -------- | ------- |
|               | Bruno Bourg-Broc | RPR-UDF                     | 43,92 %  | 57,38 % |
|               | Jean Reyssier    | Union de la gauche (PCF-PS) | 32,66 %  | 42,61 % |
|               | Cabrillon        | Les Verts                   | 6,92 %   | 42,61 % |
|               | Bonnet           | FN                          | 8,17 %   |         |
|               | Henault          | DVD                         | 6,32 %   |         |
|               | Leroy            | DVD                         | 2,01 %   |         |

### Châteauroux
Maire sortant : Jean-Yves Gateaud (PS) 1989-1995
| Tête de liste | Tête de liste            | Liste                                   | 1er tour |
| Tête de liste | Tête de liste            | Liste                                   | Voix     |
| ------------- | ------------------------ | --------------------------------------- | -------- |
|               | Jean-Yves Gateaud        | Gauche plurielle (PS-Les Verts-PCF-MDC) | 53,54 %  |
|               | Marie-Thérèse Guillemont | RPR/UDF                                 | 34,39 %  |
|               | Colette Hornuss          | Front national                          | 8,97 %   |
|               | Michel Arroyo            | MRG                                     | 3,07%    |

### Clermont-Ferrand
Maire sortant : Roger Quilliot (PS) 1973-1995
| Tête de liste | Tête de liste            | Liste                     | 1er tour | 1er tour | 2d tour |
| Tête de liste | Tête de liste            | Liste                     | Voix     | %        | Voix    |
| ------------- | ------------------------ | ------------------------- | -------- | -------- | ------- |
|               | Roger Quilliot           | PS-PCF-MRG-MDC            | 18 565   | 41,87 %  | 50,90 % |
|               | Valéry Giscard d'Estaing | UDF-RPR                   | 17 938   | 40,46 %  | 49,10 % |
|               | Danielle Auroi           | Les Verts-LCR-Alternatifs | 2 661    | 6,00 %   |         |
|               | Michy-Fafournoux         | IND                       | 2 139    | 4,82 %   |         |
|               | Claude Jaffrès           | FN                        | 1 956    | 4,41 %   |         |
|               | Daniel Séguy             | LO                        | 1 080    | 2,44 %   |         |

- Premier tour : Inscrits : 71 106 - Exprimés : 45 155 - Votants : 44 339
- Second tour : Inscrits : 71 106 -  Exprimés : ?

### Dijon
Maire sortant : Robert Poujade (RPR) 1971-1995
- Premier tour

| Tête de liste | Tête de liste       | Liste                       | 1er tour | 2d tour |
| Tête de liste | Tête de liste       | Liste                       | Voix     | Voix    |
| ------------- | ------------------- | --------------------------- | -------- | ------- |
|               | Robert Poujade      | RPR/UDF                     | 39,45 %  | 45,28 % |
|               | François Rebsamen   | PS-Union de la gauche (PCF) | 26,27 %  | 37,39 % |
|               | Yves Japiot         | Divers droite               | 16,77 %  | 17,33 % |
|               | Patrick Jubault     | FN                          | 7,82 %   |         |
|               | Jean-Patrick Masson | Les Verts                   | 3,64 %   |         |
|               | Alain Caignol       | Écologistes                 | 2,20 %   |         |
|               | René Carruge        | Parti des travailleurs      | 2,07 %   |         |
|               | Gilbert Simon       | Lutte ouvrière              | 1,80%    |         |

- Second tour

### Drancy
Maire sortant : Maurice Nilès (PCF) 1959-1995
| Tête de liste | Tête de liste           | Liste                               | 1er tour | 2d tour | 2d tour                  |
| Tête de liste | Tête de liste           | Liste                               | Voix     | Voix    | Sièges                   |
| ------------- | ----------------------- | ----------------------------------- | -------- | ------- | ------------------------ |
|               | Maurice Nilès           | Union de la gauche (PCF-PS)         | 45,47 %  | 49,21 % | 37 (PCF 22, PS 9, DVG 6) |
|               | Jean-Christophe Lagarde | Liste de centre droit (UDF/CDS-RPR) | 30,75 %  | 36,68 % | 9 (UDF 5, RPR 4)         |
|               | Personnaz               | FN                                  | 19,21 %  | 14,10 % | 3                        |
|               | Hache                   | DVG                                 | 4,56 %   |         |                          |

### Dunkerque
Maire sortant : Michel Delebarre (PS) 1989-1995
| Tête de liste | Tête de liste    | Liste                                        | 1er tour | 1er tour | 2d tour |
| Tête de liste | Tête de liste    | Liste                                        | Voix     | %        | Voix    |
| ------------- | ---------------- | -------------------------------------------- | -------- | -------- | ------- |
|               | Jacques Volant   | LO                                           | 943      | 2,88 %   |         |
|               | Francis Decodts  | DVG                                          | 741      | 2,26 %   |         |
|               | Michel Delebarre | PS/Gauche plurielle (PCF- Les Verts-MRG-MDC) | 14 479   | 44,20 %  | 48,83 % |
|               | Michel Gilmet    | DVD                                          | 649      | 1,98 %   |         |
|               | Emmanuel Dewees  | RPR-UDF                                      | 12 660   | 38,65 %  | 42,21 % |
|               | Philippe Eymery  | FN                                           | 3 284    | 10,03 %  | 8,96 %  |

- Premier tour : Inscrits : 50627 Exprimés : 32756 Votants : 33420
- Second tour : Inscrits : 50627 Exprimés :

### Grenoble
Maire sortant : Alain Carignon RPR 1983-1995
| Tête de liste | Tête de liste       | Liste                                     | 1er tour | 2d tour |
| Tête de liste | Tête de liste       | Liste                                     | Voix     | Voix    |
| ------------- | ------------------- | ----------------------------------------- | -------- | ------- |
|               | Michel Destot       | PS – Union de la gauche (PCF - MRG - MDC) | 29,22 %  | 54,09 % |
|               | Raymond Avrillier   | Les Verts                                 | 12,10 %  | 54,09 % |
|               | Jean-Philippe Motte | DVG (« GO 95 »)                           | 9,28 %   | 54,09 % |
|               | Richard Cazenave    | RPR                                       | 30,91 %  | 45,90 % |
|               | Michel d'Ornano     | FN                                        | 8,47 %   |         |
|               | Françoise Paramelle | UDF                                       | 5,76 %   |         |
|               | Barral              | IND                                       | 2,71 %   |         |
|               | Roland Calmel       | LO                                        | 1,55 %   |         |

### La Rochelle
Maire sortant : Michel Crépeau (MRG) 1971-1995
| Tête de liste | Tête de liste          | Liste                                   | 1er tour | 1er tour                          |
| Tête de liste | Tête de liste          | Liste                                   | Voix     | Sièges                            |
| ------------- | ---------------------- | --------------------------------------- | -------- | --------------------------------- |
|               | Michel Crépeau         | Gauche plurielle (MRG-PS-PCF-Les Verts) | 58,02 %  | 41 (MRG 16, PS 12, PC 9, Verts 4) |
|               | Jean-Louis Léonard     | RPR                                     | 29,00 %  | 7                                 |
|               | Philippe Chastenet     | UDF                                     | 6,52 %   | 1                                 |
|               | Jean-François Galvaire | FN                                      | 4,88 %   |                                   |
|               | Jacques Dumerc         | PT                                      | 1,58 %   |                                   |

### La Roche-sur-Yon
Maire sortant : Jacques Auxiette (PS) 1977-1995
| Tête de liste | Tête de liste    | Liste                               | 1er tour | 2d tour |
| Tête de liste | Tête de liste    | Liste                               | Voix     | Voix    |
| ------------- | ---------------- | ----------------------------------- | -------- | ------- |
|               | Jacques Auxiette | PS/Union de la gauche (PCF-MRG-MDC) | 46,97 %  | 60,39 % |
|               | Gautier          | Les Verts                           | 7,90 %   | 60,39 % |
|               | Jean-Luc Préel   | Liste de centre droit (UDF-RPR)     | 25,26 %  | 39,61 % |
|               | Raoul Mestre     | UDF diss.                           | 13,78 %  | 39,61 % |
|               | Claude Dominault | Divers droite                       | 6,09 %   |         |

### Le Havre
- Maire sortant : Daniel Colliard "Union de la Gauche” (PCF), maire 1994-1995.

#### Principaux candidats
- Daniel Colliard liste “Union de la gauche”: Parti communiste français (PCF) - Parti socialiste (PS) - Mouvement Radical de Gauche (MRG)
- Pierre Dieulafait, Les Verts
- Baudoin, DVG
- Antoine Rufenacht liste de centre-droite Rassemblement pour la République (RPR) - Union pour la démocratie française (UDF)
- Philippe Fouché-Saillenfest, Front national

| Tête de liste | Tête de liste               | Liste                       | 1er tour | 2d tour |
| Tête de liste | Tête de liste               | Liste                       | Voix     | Voix    |
| ------------- | --------------------------- | --------------------------- | -------- | ------- |
|               | Antoine Rufenacht           | RPR - UDF                   | 36,25 %  | 45,23 % |
|               | Daniel Colliard             | Union de la gauche (PCF-PS) | 36,20 %  | 41,39 % |
|               | Philippe Fouché-Saillenfest | Front national              | 20,77 %  | 13,37 % |
|               | Pierre Dieulafait           | Les Verts                   | 4,88 %   |         |
|               | Baudoin                     | DVG                         | 1,90 %   |         |

- Premier tour : Taux de participation était de 59,13 %, soit 40,87 % d'abstention
- Second tour : Taux de participation était de 67,16 %, soit 32,84 % d'abstention.

### Le Mans
Maire sortant : Robert Jarry (app. MGP) 1977-1995
| Tête de liste | Tête de liste      | Liste                    | 1er tour | 1er tour | 2d tour |
| Tête de liste | Tête de liste      | Liste                    | Voix     | %        | Voix    |
| ------------- | ------------------ | ------------------------ | -------- | -------- | ------- |
|               | Robert Jarry       | MGP-PS-Les Verts-MRG-MDC | 27 254   | 47,71 %  | 53,56 % |
|               | Martin Combe       | PCF                      | 3 960    | 6,93 %   | 53,56 % |
|               | Jean-Marie Geveaux | RPR-UDF                  | 20 346   | 35,62 %  | 46,43 % |
|               | Gérard Bondoux     | FN                       | 3 111    | 5,45 %   |         |
|               | Wettstein-Badour   | DVD                      | 2 451    | 4,29 %   |         |

- Premier tour : Inscrits : 100333 Exprimés : 58467 Votants : 57122
- Second tour : Inscrits : 100333 Exprimés :

### Lille
Maire sortant : Pierre Mauroy (PS) 1973-1995
| Tête de liste | Tête de liste     | Liste                               | 1er tour |         | 2d tour |
| Tête de liste | Tête de liste     | Liste                               | Voix     | %       | Voix    |
| ------------- | ----------------- | ----------------------------------- | -------- | ------- | ------- |
|               | Pierre Mauroy     | PS–Union de la gauche (PCF-MRG-MDC) | 21 868   | 40,84 % | 48,53 % |
|               | Alex Türk         | (RPR-UDF)                           | 19 099   | 35,67 % | 41,75 % |
|               | Carl Lang         | Front national                      | 6 232    | 11,64 % | 9,72 %  |
|               | Nicole Baudrin    | LO                                  | 1 437    | 2,68 %  |         |
|               | Dominique Plancke | Les Verts                           | 2 418    | 4,52 %  |         |
|               | Horn              | Écologistes                         | 527      | 0,98 %  |         |
|               | Knecht            | GE                                  | 1 012    | 1,89 %  |         |
|               | Cattelin          | Divers droite                       | 947      | 1,77 %  |         |

- Premier tour : Inscrits : 97114 Votants : 54713 Exprimés : 53540
- Second tour : Inscrits : 97114 Votants : Exprimés :

### Limoges
Maire sortant : Alain Rodet (PS) 1989-1995
| Tête de liste | Tête de liste    | Liste                                    | 1er tour | 2d tour | 2d tour |
| Tête de liste | Tête de liste    | Liste                                    | Voix     | Voix    | Sièges  |
| ------------- | ---------------- | ---------------------------------------- | -------- | ------- | ------- |
|               | Alain Rodet      | Union de la gauche (PS-PCF-MRG-MDC- ECO) | 28 868   | 50,38 % | 44      |
|               | Alain Marsaud    | RPR-UDF                                  | 21 587   | 37,67 % | 11      |
|               | Antoine Orabona  | FN                                       | 2 331    | 4,07 %  |         |
|               | Bernard Devalois | DVG                                      | 1 556    | 2,72 %  |         |
|               | Josette Rejou    | Les Verts                                | 1 500    | 2,62 %  |         |
|               | Claudine Roussie | EXG                                      | 1 461    | 2,55 %  |         |

### Lons-le-Saunier
Maire sortant : Jacques Pélissard (RPR) 1989-1995
| Tête de liste | Tête de liste     | Liste                                | 1er tour |
| Tête de liste | Tête de liste     | Liste                                | Voix     |
| ------------- | ----------------- | ------------------------------------ | -------- |
|               | Roger Touvet      | Gauche plurielle (PS-PCF- Les Verts) | 30,63 %  |
|               | Christophe Perny  | MRG (PS diss.)                       | 8,16 %   |
|               | Jacques Pélissard | RPR-UDF                              | 61,21 %  |

### Lorient
Maire sortant : Jean-Yves Le Drian (PS) 1981-1995
| Tête de liste | Tête de liste      | Liste                       | 1er tour | 2d tour |
| Tête de liste | Tête de liste      | Liste                       | Voix     | Voix    |
| ------------- | ------------------ | --------------------------- | -------- | ------- |
|               | Jean-Yves Le Drian | Union de la gauche (PS–PCF) | 46,83 %  | 58,34 % |
|               | Alain Le Sann      | Les Verts                   | 6,97 %   | 58,34 % |
|               | Louis Le Hégarat   | RPR-UDF                     | 31,05 %  | 41,65 % |
|               | Daniel Bergeron    | Front national              | 7,50 %   |         |
|               | Jacques Bellanger  | Divers                      | 4,99 %   |         |
|               | Daniel Hourès      | Divers                      | 2,67 %   |         |

### Marseille
Maire sortant : Robert Vigouroux (dissident PS) 1986-1995
| Tête de liste | Tête de liste       | Liste | 1er tour | 2d tour |
| Tête de liste | Tête de liste       | Liste | Voix     | Voix    |
| ------------- | ------------------- | ----- | -------- | ------- |
|               | Jean-Claude Gaudin  | UDF   | 36,22 %  | 40,36 % |
|               | Lucien Weygand      | PS    | 28,73 %  | 40,61 % |
|               | Ronald Perdomo      | FN    | 22,00 %  | 19,01 % |
|               | Michel Pezet        | DVG   | 6,05 %   |         |
|               | Jacques Rocca Serra | DVD   | 4,77 %   |         |
|               | -                   | Verts | 0,68 %   |         |

### Metz
Maire sortant : Jean-Marie Rausch (UDF/CDS) 1971-1995
| Tête de liste | Tête de liste     | Liste                            | 1er tour | 2d tour |
| Tête de liste | Tête de liste     | Liste                            | Voix     | Voix    |
| ------------- | ----------------- | -------------------------------- | -------- | ------- |
|               | Jean-Marie Rausch | Divers de centre droit CDS diss. | 38,68 %  | 43,81 % |
|               | Denis Jacquat     | UDF-RPR                          | 26,85 %  | 27,15 % |
|               | Dominique Gros    | PS/PRG                           | 13,39 %  | 17,86 % |
|               | Martin            | FN                               | 11,58 %  | 11,18 % |
|               | Di Batista        | PT                               | 1,30 %   |         |
|               | Michel            | PCF                              | 3,48 %   |         |
|               | Daniel Delrez     | DVG                              | 4,95 %   |         |

### Montauban
Maire sortant : Hubert Gouze 1983-1994 et Roland Garrigues (PS) 1994-1995
| Tête de liste | Tête de liste    | Liste                               | 1er tour | 2d tour |
| Tête de liste | Tête de liste    | Liste                               | Voix     | Voix    |
| ------------- | ---------------- | ----------------------------------- | -------- | ------- |
|               | Roland Garrigues | “Gauche plurielle” (PS–PCF-MRG-MDC) | 49,78 %  |         |
|               |                  | Les Verts                           | 5,72 %   |         |
|               |                  | UDF-RPR                             | 36,89 %  |         |
|               |                  | FN                                  | 7,6 %    |         |

### Montpellier
Maire sortant : Georges Frêche (PS) 1977-1995
| Tête de liste | Tête de liste   | Liste                                     | 1er tour | 2d tour | 2d tour |
| Tête de liste | Tête de liste   | Liste                                     | Voix     | Voix    | Sièges  |
| ------------- | --------------- | ----------------------------------------- | -------- | ------- | ------- |
|               | Georges Frêche  | PS – Union de la gauche (PCF - MRG - MDC) | 47,02 %  | 56,10 % | 44      |
|               | Gérard Christol | Liste de centre droit (UDF - RPR - PRV)   | 29,98 %  | 32,96 % | 15      |
|               | Non-communiqué  | FN                                        | 11,40 %  | 10,94 % | 5       |
|               | Non-communiqué  | Les Verts                                 | 4,94 %   |         |         |
|               | Non-communiqué  | EXG                                       | 3,45 %   |         |         |
|               | Non-communiqué  | DVG                                       | 3,22 %   |         |         |

### Montreuil
Maire sortant : Jean-Pierre Brard (PCF) 1984-1995
|                          |                          |                            | Premier tour 11 juin 1995 | Premier tour 11 juin 1995 | Second tour 18 juin 1995 | Second tour 18 juin 1995 |
| ------------------------ | ------------------------ | -------------------------- | ------------------------- | ------------------------- | ------------------------ | ------------------------ |
| Inscrits                 | Inscrits                 | Inscrits                   | 46 654                    |                           | 46 654                   |                          |
| Abstentions              | Abstentions              | Abstentions                | 21 067                    | 45,16 %                   | 20 103                   | 43,09 %                  |
| Votants                  | Votants                  | Votants                    | 25 587                    | 54,84 %                   | 26 551                   | 56,91 %                  |
|                          |                          |                            |                           |                           |                          |                          |
| Bulletins enregistrés    | Bulletins enregistrés    | Bulletins enregistrés      | 25 587                    |                           | 26 551                   |                          |
| Bulletins blancs ou nuls | Bulletins blancs ou nuls | Bulletins blancs ou nuls   | 655                       | 2,56 %                    | 659                      | 2,48 %                   |
| Suffrages exprimés       | Suffrages exprimés       | Suffrages exprimés         | 24 932                    | 97,44 %                   | 25 892                   | 97,52 %                  |
|                          |                          |                            |                           |                           |                          |                          |
|                          | Candidat                 | Parti                      | Suffrages                 | Pourcentage               | Suffrages                | Pourcentage              |
|                          | Jean-Pierre Brard        | PCF – PS – MDC – Les Verts | 10 683                    | 42,85 %                   | 13 602                   | 52,53 %                  |
|                          | Michèle Revon            | RPR – UDF                  | 7 186                     | 28,82 %                   | 9 210                    | 35,57 %                  |
|                          | Serge Balassi            | FN                         | 3 599                     | 14,44 %                   | 3 080                    | 11,9 %                   |
|                          | Dominique Romeo          | Sans étiquette             | 1 066                     | 4,28 %                    |                          |                          |
|                          | Annie Rieupet            | LO                         | 987                       | 3,96 %                    |                          |                          |
|                          | Sophie Zafari            | LCR                        | 901                       | 3,61 %                    |                          |                          |
|                          | Christel Keiser          | PT                         | 510                       | 2,05 %                    |                          |                          |

| Tête de Liste     | Nom de la liste                          | Parti/coalition            |
| ----------------- | ---------------------------------------- | -------------------------- |
| Jean-Pierre Brard | Ensemble pour Montreuil                  | PCF – PS – MDC – Les Verts |
| Michèle Revon     | Majorité présidentielle                  | RPR – UDF                  |
| Serge Balassi     | Sécurité et français d'abord             | FN                         |
| Dominique Romeo   | Énergie Montreuil                        | Sans étiquette             |
| Annie Rieupet     | Défense des travailleurs et des chômeurs | LO                         |
| Sophie Zafari     | A gauche toute                           | LCR                        |
| Christel Keiser   | Démocratie communale                     | PT                         |

### Mulhouse
Maire sortant : Joseph Klifa (UDF/PSD) 1981-1989
| Tête de liste | Tête de liste     | Liste                                                              | 1er tour | 2d tour |
| Tête de liste | Tête de liste     | Liste                                                              | Voix     | Voix    |
| ------------- | ----------------- | ------------------------------------------------------------------ | -------- | ------- |
|               | Jean-Marie Bockel | PS                                                                 | 36,91 %  | 53,08 % |
|               | Joseph Klifa      | UDF/PSD                                                            | 12,72 %  | 53,08 % |
|               | Gérard Freulet    | FN                                                                 | 30,52 %  | 34,46 % |
|               | Robert Arnaud     | "Majorité présidentielle-droite indépendante" (RPR-CDS dissidents) | 11,06 %  | 12,46 % |
|               | Antoine Waechter  | Écologistes                                                        | 3,43 %   |         |
|               | Ruch              | Extrême gauche                                                     | 1,42 %   |         |
|               | Kuntz             | PCF                                                                | 1,19 %   |         |
|               | Muller            | Divers droite                                                      | 1,76 %   |         |
|               | Frey              | Divers droite                                                      | 1,00 %   |         |

- Premier tour. Inscrits 57 823 Votants 35 341 Exprimés 34 830 Abstentions 38,88 %

### Nancy
Maire sortant : André Rossinot (UDF/Parti Radical) 1983-1995
| Tête de liste | Tête de liste  | Liste                           | 1er tour | 2d tour |
| Tête de liste | Tête de liste  | Liste                           | Voix     | Voix    |
| ------------- | -------------- | ------------------------------- | -------- | ------- |
|               | André Rossinot | Liste de centre droit (UDF-RPR) | 38,00 %  | 45,22 % |
|               | Lefevbre       | Divers droite                   |          | 28,08 % |
|               | Thiebert       | PS                              | 15,77 %  | 26,70 % |
|               |                | Divers droite                   | 9,35 %   |         |
|               | Gilbert Carrez | PCF                             |          |         |
|               |                | Front national                  |          |         |

### Nanterre
Maire sortant : Jacqueline Fraysse (PCF) 1988-1995
| Tête de liste | Tête de liste      | Liste                                   | 1er tour | 2d tour |
| Tête de liste | Tête de liste      | Liste                                   | Voix     | Voix    |
| ------------- | ------------------ | --------------------------------------- | -------- | ------- |
|               | Jacqueline Fraysse | Gauche plurielle (PCF-PS-Les Verts-MDC) | 47,78 %  | 52,25 % |
|               | Florent Montillot  | UDF-RPR                                 | 36,02 %  | 38,67 % |
|               | Schmit             | FN                                      | 14,44 %  | 9,08 %  |
|               | Bab                | DVG                                     | 3,36 %   |         |
|               | Allain             | Extrême gauche                          | 1,20 %   |         |

### Nantes
Maire sortant : Jean-Marc Ayrault (PS) 1989-1995
| Tête de liste | Tête de liste     | Liste                                       | 1er tour |
| Tête de liste | Tête de liste     | Liste                                       | Voix     |
| ------------- | ----------------- | ------------------------------------------- | -------- |
|               | Jean-Marc Ayrault | PS/Gauche plurielle (PCF-Les Verts-MRG-MDC) | 55,02 %  |
|               | Élisabeth Hubert  | Liste de centre-droite (RPR-UDF)            | 38,67 %  |
|               | Pierre Peraldi    | Front national                              | 5,10 %   |

### Nevers
Maire sortant : Pierre Bérégovoy (1983-1993) et Didier Boulaud (1993-1995) (PS)
| Tête de liste | Tête de liste  | Liste                                         | 1er tour |
| Tête de liste | Tête de liste  | Liste                                         | Voix     |
| ------------- | -------------- | --------------------------------------------- | -------- |
|               | Didier Boulaud | PS –Gauche plurielle (PCF- Les Verts-MRG-MDC) | 55,02 %  |
|               | Rostein        | Union du centre droit (RPR-UDF)               | 38,67 %  |
|               | Dupuis         | LO                                            | 6,31 %   |

### Nice
Maire sortant : Jean-Paul Baréty (RPR) 1993-1995
| Tête de liste | Tête de liste              | Liste                                         | 1er tour | 2d tour |
| Tête de liste | Tête de liste              | Liste                                         | Voix     | Voix    |
| ------------- | -------------------------- | --------------------------------------------- | -------- | ------- |
|               | Jacques Peyrat (DVD ex-FN) | "Entente républicaine” Divers droite          | 33,99 %  | 42,30 % |
|               | Jean-Paul Baréty           | RPR                                           | 26,23 %  | 31,82 % |
|               | Paul Cuturello             | PS –Gauche plurielle (PCF- Les Verts-MRG-MDC) | 19,86 %  | 18,34 % |
|               | Jean-Pierre Gost           | FN                                            | 12,51 %  | 7,54 %  |
|               | Rudy Salles                | UDF                                           | 2,94 %   |         |
|               | Patrice Miran              | MEI                                           | 2,85 %   |         |
|               | Joseph Ciccolini           | DVG                                           | 1,62 %   |         |

### Nîmes
Maire sortant : Jean Bousquet (DVD puis UDF/PR) 1983-1995
| Tête de liste | Tête de liste             | Liste                                    | 1er tour | 1er tour | 2d tour |
| Tête de liste | Tête de liste             | Liste                                    | Voix     | %        | Voix    |
| ------------- | ------------------------- | ---------------------------------------- | -------- | -------- | ------- |
|               | Alain Clary               | Gauche plurielle (PCF-PS- Les Verts-MDC) | 12 883   | 26,14 %  | 35,51 % |
|               | François Brugueirolle     | PS dissident                             | 4 611    | 9,36 %   | 35,51 % |
|               | Jean Bousquet             | UDF/PR-RPR                               | 11 515   | 23,37 %  | 30,7 %  |
|               | Camille Lapierre          | UDF dissident                            | 8 805    | 17,87 %  | 24,3 %  |
|               | Jean-Claude Martinez      | FN                                       | 7 337    | 14,89 %  | 9,4 %   |
|               | Olivier Goujon            | divers                                   | 2 538    | 5,15 %   |         |
|               | Simon Casas               | Radical                                  | 812      | 1,65 %   |         |
|               | Lorrain de Saint Affrique | Divers droite ex FN                      | 782      | 1,59 %   |         |

- Premier tour : Inscrits : 79062 Votants : 50361 Exprimés : 49283
- Second tour : Inscrits : 79062 Exprimés :

### Niort
Maire sortant : Bernard Bellec (PS) 1985-1995
|                    |                        |                                            | Premier tour 11 juin 1995 | Premier tour 11 juin 1995 | Second tour 18 juin 1995 | Second tour 18 juin 1995 |
| ------------------ | ---------------------- | ------------------------------------------ | ------------------------- | ------------------------- | ------------------------ | ------------------------ |
| Suffrages exprimés | Suffrages exprimés     | Suffrages exprimés                         | 24 486                    |                           | 26 247                   |                          |
|                    |                        |                                            |                           |                           |                          |                          |
|                    | Candidat               | Parti                                      | Suffrages                 | Pourcentage               | Suffrages                | Pourcentage              |
|                    | Bernard Bellec         | PS dissident – PCF – PRG – MDC – Les Verts | 7 801                     | 31,86 %                   | 9 380                    | 35,74 %                  |
|                    | Ségolène Royal         | PS                                         | 7 907                     | 32,29 %                   | 8 423                    | 32,09 %                  |
|                    | Jean Pillet            | RPR – UDF                                  | 7 230                     | 29,53 %                   | 8 444                    | 32,17 %                  |
|                    | Jean Romée Charbonneau | FN                                         | 859                       | 3,51 %                    |                          |                          |
|                    | « inconnu »            | Extrême gauche                             | 689                       | 2,81 %                    |                          |                          |

### Orléans
| Tête de liste | Tête de liste       | Liste   | 1er tour | 2d tour |
| Tête de liste | Tête de liste       | Liste   | Voix     | Voix    |
| ------------- | ------------------- | ------- | -------- | ------- |
|               | Jean-Pierre Sueur   | PS      | 44,88 %  | 57,44 % |
|               | Jean-Louis Bernard  | UDF/RPR | 35,48 %  | 42,56 % |
|               | Marc Habert         | FN      | 8,28 %   |         |
|               | Bruno Duval         | ECO     | 4,83 %   |         |
|               | Christiane Hauchére | EXG     | 1,76 %   |         |
|               | Michel Ricoud       | PCF     | 4,77 %   |         |

### Pau
Maire sortant : André Labarrère (PS) 1971-1995
| Tête de liste | Tête de liste    | Liste   | 1er tour |
| Tête de liste | Tête de liste    | Liste   | Voix     |
| ------------- | ---------------- | ------- | -------- |
|               | André Labarrère  | PS/MRG  | 52,55 %  |
|               | Jean-Pierre Caye | RPR/UDF | 34,23 %  |
|               | Jacques Henriot  | FN      | 6,98 %   |
|               | Roland           | PCF     | 6,24 %   |

### Périgueux
Maire sortant : Yves Guéna 1971-1995 (UDR puis RPR)
| Tête de liste | Tête de liste | Liste                                   | 1er tour |
| Tête de liste | Tête de liste | Liste                                   | Voix     |
| ------------- | ------------- | --------------------------------------- | -------- |
|               | Yves Guéna    | Liste de centre droit (RPR-UDF)         | 60,79 %  |
|               | Gadrat        | Gauche plurielle (PS-PCF-Les Verts-MRG) | 39,21 %  |

### Poitiers
- Maire sortant : Jacques Santrot (PS) 1977-1995

- Principaux candidats :
  - Jacques Santrot liste Union de la gauche “Poitiers en movement, la ville solidaire”: Parti socialiste (PS) -Les Verts - Parti communiste français (PCF) - Mouvement Radical de Gauche (MRG)
  - Thierry Barjault, liste “Forces Vives” Sans étiquette
  - Christophe Massé, liste “Défense de la démocratie communale, des services publics, de la laïcité et des intérêts de la population de Poitiers” Sans étiquette
  - Michel Roger liste de centre-droite “ Poitiers se décide avec Vous” Rassemblement pour la République (RPR) -Union pour la démocratie française (UDF)

| Tête de liste | Tête de liste    | Liste                                                                        | 1er tour | 1er tour | 1er tour |
| Tête de liste | Tête de liste    | Liste                                                                        | Voix     | %        | Sièges   |
| ------------- | ---------------- | ---------------------------------------------------------------------------- | -------- | -------- | -------- |
|               | Jacques Santrot  | “Poitiers l'avenir solidaire” (PS - Gauche plurielle (Les Verts - PCF - MRG) | 15 156   | 52,84 %  | 38       |
|               | Jacques Grandon  | “Ouvrons Poitiers sur l'avenir” (RPR - UDF)                                  | 12 228   | 42,63 %  | 11       |
|               | Thierry Barjault | Sans étiquette                                                               | 808      | 2,82 %   |          |
|               | Christophe Massé | Sans étiquette                                                               | 489      | 1,70 %   |          |

Premier tour. - Inscrits : 46.492. Votants : 29.339. Exprimés : 28.681

### Privas
Maire sortant : Amédée Imbert 1979-1995 (UDF)
| Tête de liste | Tête de liste  | Liste                              | 1er tour | 1er tour |
| Tête de liste | Tête de liste  | Liste                              | Voix     | %        |
| ------------- | -------------- | ---------------------------------- | -------- | -------- |
|               | Amédée Imbert  | Liste Union de la droite (UDF-RPR) | 1 977    | 61,06 %  |
|               | Raymond Tignol | Gauche plurielle (PS)              | 1261     | 38,94 %  |

Taux de participation était de 60,47 %, soit 39,53 % d'abstention

### Reims
- Maire sortant : Jean Falala (RPR) 1983-1995

| Tête de liste | Tête de liste     | Liste                                     | 1er tour | 1er tour |
| Tête de liste | Tête de liste     | Liste                                     | Voix     | Sièges   |
| ------------- | ----------------- | ----------------------------------------- | -------- | -------- |
|               | Jean Falala       | Union de la droite (RPR - UDF)            | 52,61 %  | 49       |
|               | Jean-Claude Laval | PS - Union de la gauche (PCF - MRG - MDC) | 23,37 %  | 8        |
|               | Alain Mengin      | FN                                        | 7,98 %   | 2        |
|               | François Legrand  | Alternatif/Écologistes                    | 3,96 %   | -        |
|               | Raquel Saiz       | DVD                                       | 3,74 %   | -        |
|               | Gérard Crouzet    | Les Verts                                 | 3,68 %   | -        |
|               | Nicolàs Gaude     | Extrême gauche                            | 1,60 %   | -        |
|               | Michel Gigerich   | LO                                        | 2,52 %   | -        |
|               | Michaël Richoux   | Extrême droite                            | 0,5 %    | -        |

### Rennes
Maire sortant : Edmond Hervé PS- Union de Gauche 1977-1995
| Tête de liste | Tête de liste        | Liste                                       | 1er tour | 1er tour | 2d tour |
| Tête de liste | Tête de liste        | Liste                                       | Voix     | %        | Voix    |
| ------------- | -------------------- | ------------------------------------------- | -------- | -------- | ------- |
|               | Edmond Hervé         | PS - Union de la gauche (PCF - MRG - UDB)   | 32 353   | 48,68 %  | 59,45 % |
|               | Yvon Jacob           | RPR - UDF                                   | 20 250   | 30,47 %  | 40,54 % |
|               | Yves Cochet          | ”Rennes Verte” Les Verts                    | 5 182    | 7,80 %   |         |
|               | Pierre Maugendre     | FN                                          | 2 744    | 4,13 %   |         |
|               | Philippe Taillandier | Liste “Changements” DVD                     | 2 268    | 3,41 %   |         |
|               | Raymond Madec        | LO                                          | 1 620    | 2,44 %   |         |
|               | Anne Baudoux         | “Rassemblement utile à tous” Sans étiquette | 1 406    | 2,12 %   |         |
|               | Bernard Réty         | PT                                          | 633      | 0,95 %   |         |

### Rouen
Maire sortant : Jean Lecanuet (CDS) 1968-1993 puis François Gautier (UDF) 1993-1995
| Tête de liste | Tête de liste      | Liste                                     | 1er tour | 1er tour | 2d tour |
| Tête de liste | Tête de liste      | Liste                                     | Voix     | %        | Voix    |
| ------------- | ------------------ | ----------------------------------------- | -------- | -------- | ------- |
|               | Yvon Robert        | Union de la gauche (PS - PCF - MRG - MDC) | 10 590   | 32,14 %  | 50,96 % |
|               | André Letourneur   | Les Verts                                 | 2 365    | 7,18 %   | 50,96 % |
|               | François Gautier   | Liste de centre droit (UDF - RPR)         | 9 424    | 28,61 %  | 36,93 % |
|               | Michel Guez        | UDF diss.                                 | 4 748    | 14,41 %  | Retiré  |
|               | Dominique Chaboche | FN                                        | 4 484    | 13,61 %  | 12,11 % |
|               | Gisèle Lapeyre     | LO                                        | 1 032    | 3,13 %   |         |
|               | Richard            | SE                                        | 302      | 0,92 %   |         |

- Premier tour : Inscrits : 77 225 - Votants : 40 896 - Exprimés : 40 095
- Second tour : Inscrits : 77 225 - Exprimés : ???

### Saint-Denis
Maire sortant : Patrick Braouezec (PCF) 1991-1995
| Tête de liste | Tête de liste       | Liste                                        | 1er tour | 1er tour | 2d tour |
| Tête de liste | Tête de liste       | Liste                                        | Voix     | %        | Voix    |
| ------------- | ------------------- | -------------------------------------------- | -------- | -------- | ------- |
|               | Patrick Braouezec * | Gauche plurielle (PCF-PS- Les Verts-MRG-MDC) | 8 049    | 46,25 %  | 58,01 % |
|               | Pierre Pauty        | FN                                           | 4 252    | 24,43 %  | 26,20 % |
|               | Gérard Delattre     | Liste de centre droit (UDF/ RPR)             | 2 416    | 13,88 %  | 15,79 % |
|               | Coutard             | DVG                                          | 613      | 3,52 %   |         |
|               | Borderie            | DVD                                          | 603      | 3,46 %   |         |
|               | Julien              | LO                                           | 577      | 3,32 %   |         |
|               | Bensimon            | LCR                                          | 459      | 2,64 %   |         |
|               | Chevreau            | PT                                           | 248      | 1,42 %   |         |
|               | Rosenplac           | Radical                                      | 188      | 1,08 %   |         |

### Saint-Étienne
- Maire sortant : Michel Thiollière (UDF-PRV), réélu

| Candidat | Candidat                        | Parti             | Premier tour | Premier tour | Second tour | Second tour | Sièges |
| Candidat | Candidat                        | Parti             | Voix         | %            | Voix        | %           | Sièges |
| -------- | ------------------------------- | ----------------- | ------------ | ------------ | ----------- | ----------- | ------ |
|          | Michel Thiollière sortant réélu | UDF (Rad) (RPR)   | 19 990       | 34,12        | 28,735      | 43,84       | 47     |
|          | Gérard Tournaire                | FN                | 14 414       | 19,57        | 9 374       | 14,30       | 2      |
|          | Gérard Lindeperg                | PS (MRG)          | 9,272        | 15,83        | 27 432      | 41,85       | 12     |
|          | Joseph Sanguedolce              | PCF               | 7 808        | 13,33        | 27 432      | 41,85       | 12     |
|          | Guy Laforie                     | MDC               | 7 169        | 12,23        | 27 432      | 41,85       | 12     |
|          | Christian Brodhag               | Divers écologiste | 1 607        | 2,74         |             |             | 0      |
|          | Alain Besset                    | Divers gauche     | 753          | 1,28         | 0           |             |        |
|          | Jea-Jacques Preurière           | Extrême gauche    | 504          | 0,86         | 0           |             |        |

### Saint-Quentin
- Maire sortant : Daniel Le Meur (PCF) 1977-1983 et 1989-1995
- Maire élu : Pierre André (RPR)

| Candidat       | Candidat               | Parti          | Premier tour | Premier tour | Second tour | Second tour | Sièges |
| Candidat       | Candidat               | Parti          | Voix         | %            | Voix        | %           | Sièges |
| -------------- | ---------------------- | -------------- | ------------ | ------------ | ----------- | ----------- | ------ |
|                | Pierre André élu       | RPR (UDF)      | 10 168       | 42,72        | 14 615      | 57,32       | 39     |
|                | Daniel Le Meur sortant | PCF (MRG)      | 7 225        | 30,36        | 10 882      | 42,68       | 10     |
|                | Maurice Vatin          | PS             | 3 165        | 13,30        | Retrait     | Retrait     | 0      |
|                | François Piquet        | FN             | 2 338        | 9,82         |             |             | 0      |
|                | Daniel Huriez          | LO             | 706          | 2,97         | 0           |             |        |
|                | M. Nassiri             | Divers         | 198          | 0,83         | 0           |             |        |
|                |                        |                |              |              |             |             |        |
| Inscrits       | Inscrits               | Inscrits       | 37 397       | 100,00       | 37 397      | 100,00      | 49     |
| Abstentions    | Abstentions            | Abstentions    | 12 980       | 34,71        | 10 817      | 28,92       |        |
| Votants        | Votants                | Votants        | 24 417       | 65,29        | 26 580      | 71,08       |        |
| Blancs et nuls | Blancs et nuls         | Blancs et nuls | 617          | 2,53         | 1 083       | 4,07        |        |
| Exprimés       | Exprimés               | Exprimés       | 23 800       | 97,47        | 25 497      | 95,93       |        |

### Strasbourg
Maire sortant : Catherine Trautmann (PS) 1989-1995
| Tête de liste | Tête de liste       | Liste                           | 1er tour |
| Tête de liste | Tête de liste       | Liste                           | Voix     |
| ------------- | ------------------- | ------------------------------- | -------- |
|               | Catherine Trautmann | PS - Union de la gauche - (PCF) | 52,51 %  |
|               |                     | UDF/RPR                         | 26,45 %  |
|               |                     | FN                              | 9,45 %   |
|               |                     | Divers droite                   | 5,06 %   |
|               |                     | Écologistes                     | 2,65 %   |
|               |                     | Les Verts                       | 2,31 %   |
|               |                     | Extrême gauche                  | 0,79 %   |
|               |                     | DVG                             | 0,79 %   |

### Tarbes
Maire sortant : Raymond Erraçarret (PCF) 1983-1995
| Tête de liste | Tête de liste      | Liste                           | 1er tour | 2d tour |
| Tête de liste | Tête de liste      | Liste                           | Voix     | Voix    |
| ------------- | ------------------ | ------------------------------- | -------- | ------- |
|               | Raymond Erraçarret | Union de la gauche (PCF-PS)     | 47,51 %  | 51,27 % |
|               |                    | Les Verts                       | 9,14 %   | 51,27 % |
|               |                    | Liste de centre droit (UDF-RPR) | 43,34 %  | 48,72 % |

### Toulon
Maire sortant : François Trucy (UDF) 1985-1995
| Tête de liste | Tête de liste            | Liste                            | 1er tour | 2d tour | 2d tour |
| Tête de liste | Tête de liste            | Liste                            | Voix     | Voix    | Sièges  |
| ------------- | ------------------------ | -------------------------------- | -------- | ------- | ------- |
|               | Jean-Marie Le Chevallier | FN                               | 31,03 %  | 37,02 % | 41      |
|               | François Trucy           | Liste de centre droit (UDF - PR) | 23,17 %  | 34,81 % | 9       |
|               | Christian Goux           | PS                               | 21,67 %  | 28,16 % | 9       |
|               | Louis Colombani          | UDF diss.                        | 9,61 %   |         |         |
|               | Bernardi                 | RPR                              | 4,88 %   |         |         |
|               | Croidieu                 | DVD                              | 3,13 %   |         |         |
|               | Durbec                   | DVG                              | 2,59 %   |         |         |
|               | Pizzole                  | ECO                              | 2,16 %   |         |         |
|               | Estragon                 | DVG                              | 1,74 %   |         |         |

### Toulouse
Maire sortant : Dominique Baudis (UDF/CDS) 1983-1995
| Tête de liste | Tête de liste          | Liste                                     | 1er tour |
| Tête de liste | Tête de liste          | Liste                                     | Voix     |
| ------------- | ---------------------- | ----------------------------------------- | -------- |
|               | Dominique Baudis       | UDF/CDS - RPR                             | 58,62 %  |
|               | Levy                   | PS – Union de la gauche (PCF - MRG - MDC) | 25,93 %  |
|               | Jean-Pascal Serbera    | Front national                            | 6,87 %   |
|               | Marie-Françoise Mendez | Les Verts                                 | 4,37 %   |
|               | Robert Roig            | LO                                        | 2,36 %   |
|               | Razali                 | Divers droite                             | 1,04 %   |
|               | Dupin                  | PT                                        | 0,80 %   |

### Tours
| Tête de liste | Tête de liste | Liste         | 1er tour | 1er tour | 2d tour |
| Tête de liste | Tête de liste | Liste         | Voix     | %        | Voix    |
| ------------- | ------------- | ------------- | -------- | -------- | ------- |
|               | Jean Germain  | PS            | 10 356   | 25,83 %  | 42,4 %  |
|               | Jean Royer    | (DVD) RPR-UDF | 11 477   | 28,62 %  | 33,9 %  |
|               | Michel Trochu | RPR diss.     | 9 503    | 23,70 %  | 23,5 %  |
|               | Audouin       | FN            | 2 967    | 7,40 %   |         |
|               | Texier        | PCF           | 1 990    | 4,96 %   |         |
|               | Peillet       | ECO           | 1 702    | 4,24 %   |         |
|               | Balula        | UDF diss.     | 1 227    | 3,06 %   |         |
|               | Étesse        | PT            | 873      | 2,18 %   |         |

- Premier tour : inscrits : 77 225 - votants : 40 896 - exprimés : 40 095
- Second tour : inscrits : 77 225

### Valence
Maire sortant : Rodolphe Pesce (PS) 1977-1995
| Tête de liste | Tête de liste   | Liste                                               | 1er tour | 2d tour |
| Tête de liste | Tête de liste   | Liste                                               | Voix     | Voix    |
| ------------- | --------------- | --------------------------------------------------- | -------- | ------- |
|               | Patrick Labaune | Liste de centre droit (RPR - UDF)                   | 43,22 %  | 46,81 % |
|               | Rodolphe Pesce  | PS – Gauche plurielle (PCF - Les Verts - MRG - MDC) | 44,33 %  | 46,47 % |
|               | Jean Tinlan     | FN                                                  | 12,43 %  | 6,72 %  |

### Villeurbanne
Maire sortant : Charles Hernu 1977-1990 et Gilbert Chabroux 1990-1995 (PS)
| Tête de liste | Tête de liste    | Liste                             | 1er tour | 2d tour |
| Tête de liste | Tête de liste    | Liste                             | Voix     | Voix    |
| ------------- | ---------------- | --------------------------------- | -------- | ------- |
|               | Gilbert Chabroux | PS/Gauche plurielle (PCF-MRG-MDC) | 45,11 %  | 52,59 % |
|               | Fraysse          | Union de l'opposition (RPR-UDF)   | 31,77 %  | 33,39 % |
|               | Vial             | FN                                | 17,09 %  | 14,02 % |
|               | Bouquet          | Les Verts                         | 4,87 %   |         |
|               | Baudinat         | DVG                               | 1,15 %   |         |